# وادي نخلة (اليمن)

وادي نخلة وهو أحد أودية اليمن ويأتي من شمال شرعب وجنوب العُدين ويمر بحيس ويسقي بلد الدَّوبَلي شمال الخوخة فالبحر الأحمر .